# Wola Michowa (stacja kolejowa)
Wola Michowa – wąskotorowa stacja kolejowa w Woli Michowej, w województwie podkarpackim, w Polsce.